# Maranata
Maranata (do aramaico מרנאתא, pelo grego Μαραναθά, "Senhor, vem!") é um termo ou frase em língua aramaica citada uma vez no Novo Testamento na Primeira Epístola aos Coríntios 16:22. Também aparece na Didaquê 10:14.
Foi transliterada em letras do alfabeto grego e não traduzida e, considerada a naturezada dos primeiros manuscritos bíblicos, a dificuldade lexical está em determinar se as duas palavras aramaicas constituem uma única expressão grega (εἴ τις οὐ φιλεῖ τὸν Κύριον Ἰησοῦν Χριστόν, ἤτω ἀνάθεμα. Μαρὰν ἀθα. Se alguém não ama ao Senhor Jesus Cristo, seja anátema. Maranata.).

## Origens históricas do nome
A palavra Maranata se encontra na bíblia em 1 Coríntios 16,22:
| “ | Se alguém não ama o Senhor Jesus Cristo, seja anátema. Maranata! | ” |

A expressão "Maranata" constitui-se num período após anátema. A palavra parece ter sido usada como uma "senha" entre os cristãos da igreja primitiva, e provavelmente foi neste sentido usada pelo Apóstolo São Paulo.
De acordo com o Catecismo da Igreja Católica, no parágrafo 451 diz: "A oração cristã é marcada pelo título de «Senhor», quer no convite à oração: «O Senhor esteja convosco», quer na conclusão da mesma: «Por nosso Senhor Jesus Cristo», quer ainda pelo grito cheio de confiança e de esperança: «Maran atha» («Tu és Senhor!») ou «Marana tha» («Vem, Senhor!») (1 Cor 16, 22): «Amém, vem, Senhor Jesus!» (Ap 22, 20)". 